# Okres Brno-venkov
Brno-venkov (Duits: Brünn-Land, betekenis: Het platteland rond Brno) is een district (Tsjechisch: Okres) in de Tsjechische regio Zuid-Moravië. De hoofdstad is Brno, hoewel deze stad in een ander district ligt (Okres Brno-město). Het district bestaat uit 187 gemeenten (Tsjechisch: Obec). De afgelopen jaren is dit district steeds groter geworden. Op 1 januari 2005 sloten 24 gemeenten die daarvoor bij de okres Žďár nad Sázavou hoorden en 1 gemeente uit de okres Třebíč zich bij Brno-venkov aan. Op 1 januari 2007 volgden 14 gemeenten uit de okres Blansko, 7 gemeenten uit de okres Břeclav en 4 gemeenten uit de okres Znojmo.

## Lijst van gemeenten
De obce (gemeenten) van de okres Brno-venkov. De vetgedrukte plaatsen hebben stadsrechten. De cursieve plaatsen zijn steden zonder stadsrechten (zie: vlek).
Babice nad Svitavou - Babice u Rosic - Běleč - Bílovice nad Svitavou - Biskoupky - Blažovice - Blučina - Borač - Borovník - Braníškov - Branišovice - Bratčice - Brumov - Březina (voorheen okres Blansko) - Březina (voorheen okres Tišnov) - Bukovice - Cvrčovice - Čebín - Černvír - Česká - Čučice - Deblín - Dolní Kounice - Dolní Loučky - Domašov - Doubravník - Drahonín - Drásov - Hajany - Heroltice - Hlína - Hluboké Dvory - Holasice - Horní Loučky - Hostěnice - Hradčany - Hrušovany u Brna - Hvozdec - Chudčice - Ivaň - Ivančice - Javůrek - Jinačovice - Jiříkovice - Kaly - Kanice - Katov - Ketkovice - Kobylnice - Kovalovice - Kratochvilka - Křižínkov - Kupařovice - Kuřim - Kuřimská Nová Ves - Kuřimské Jestřabí - Lažánky - Ledce - Lelekovice - Lesní Hluboké - Litostrov - Loděnice - Lomnice - Lomnička - Lubné - Lukovany - Malešovice - Malhostovice - Maršov - Medlov - Mělčany - Měnín - Modřice - Mokrá-Horákov - Moravany - Moravské Bránice - Moravské Knínice - Moutnice - Nebovidy - Nedvědice - Nelepeč-Žernůvka - Němčičky - Neslovice - Nesvačilka - Níhov - Nosislav - Nová Ves - Nové Bránice - Odrovice - Ochoz u Brna - Ochoz u Tišnova - Olší - Omice - Opatovice - Ořechov - Osiky - Oslavany - Ostopovice - Ostrovačice - Otmarov - Pasohlávky - Pernštejnské Jestřabí - Podolí - Pohořelice - Ponětovice - Popovice - Popůvky - Pozořice - Prace - Pravlov - Prštice - Předklášteří - Přibice - Příbram na Moravě - Přibyslavice - Přísnotice - Radostice - Rajhrad - Rajhradice - Rašov - Rebešovice - Rohozec - Rojetín - Rosice - Rozdrojovice - Rudka - Řícmanice - Říčany - Říčky - Řikonín - Senorady - Sentice - Silůvky - Sivice - Skalička - Skryje - Sobotovice - Sokolnice - Stanoviště - Strhaře - Střelice - Svatoslav - Synalov - Syrovice - Šerkovice - Šlapanice - Štěpánovice - Šumice - Telnice - Těšany - Tetčice - Tišnov - Tišnovská Nová Ves - Trboušany - Troskotovice - Troubsko - Tvarožná - Újezd u Brna - Újezd u Rosic - Újezd u Tišnova - Unín - Unkovice - Úsuší - Velatice - Veverská Bítýška - Veverské Knínice - Viničné Šumice - Vlasatice - Vohančice - Vojkovice - Vranov - Vranovice - Vratislávka - Všechovice - Vysoké Popovice - Zakřany - Zálesná Zhoř - Zastávka - Zbraslav - Zbýšov - Zhoř - Žabčice - Žatčany - Žďárec - Želešice - Železné - Židlochovice
Blansko · Břeclav · Brno-město · -venkov · Hodonín · Vyškov · Znojmo